# City Cup 1996-1997 (pallamano maschile)
La City Cup 1996-1997 è stata la 4ª edizione del quarto torneo europeo, dopo la Champions League, la Coppa delle Coppe e la EHF Cup, riservato alle squadre di club di pallamano maschile.

Esso è stato organizzato dall'European Handball Federation, la federazione europea di pallamano.

La competizione è iniziata l'11 ottobre 1996 e si è conclusa il 20 aprile 1997.

Il torneo è stato vinto dalla compagine tedesca del TUS Nettlestedt Lubecca per la 1ª volta nella sua storia.

## Formula
Il formato del torneo prevedeva dei turni di qualificazione disputati mediante la formula dell'eliminazione diretta con incontri di andata e ritorno.

## Primo turno
| Squadra 1              | Squadra 2               | Andata                         | Ritorno                        | Totale  |
| ---------------------- | ----------------------- | ------------------------------ | ------------------------------ | ------- |
| Győri ETO              | Drammen HK              | Győr, 13 ottobre 1996          | Drammen, 19 ottobre 1996       | 42 - 42 |
| Győri ETO              | Drammen HK              | 27 - 25                        | 15 - 17                        | 42 - 42 |
| Maistas Klaipeda       | IFK Skövde              | Skövde, 19 ottobre 1996        | Skövde, 20 ottobre 1996        | 36 - 39 |
| Maistas Klaipeda       | IFK Skövde              | 19 - 19                        | 17 - 20                        | 36 - 39 |
| SPE Strovolou          | CB Ademar León          | León, 11 ottobre 1996          | León, 13 ottobre 1996          | 35 - 65 |
| SPE Strovolou          | CB Ademar León          | 17 - 30                        | 18 - 35                        | 35 - 65 |
| RK AFP Dobova          | TUS Nettlestedt Lubecca | Dobova, 12 ottobre 1996        | Nettelstedt, 19 ottobre 1996   | 39 - 57 |
| RK AFP Dobova          | TUS Nettlestedt Lubecca | 22 - 22                        | 17 - 33                        | 39 - 57 |
| Borec Titov Veles      | SL Benfica              | Titiov Veles, 12 ottobre 1996  | Lisbona, 20 ottobre 1996       | 29 - 50 |
| Borec Titov Veles      | SL Benfica              | 15 - 18                        | 14 - 32                        | 29 - 50 |
| HC Vienna              | US Créteil Handball     | Vienna, 13 ottobre 1996        | Créteil, 19 ottobre 1996       | 33 - 44 |
| HC Vienna              | US Créteil Handball     | 17 - 18                        | 16 - 26                        | 33 - 44 |
| Vrbas Figrad           | Sandefjord TIF          | Vrbas, 13 ottobre 1996         | Sandefjord, 19 ottobre 1996    | 49 - 50 |
| Vrbas Figrad           | Sandefjord TIF          | 31 - 21                        | 18 - 29                        | 49 - 50 |
| KIF Kolding            | Zadar Gortan            | Kolding, 12 ottobre 1996       | Kolding, 13 ottobre 1996       | 53 - 34 |
| KIF Kolding            | Zadar Gortan            | 30 - 17                        | 23 - 17                        | 53 - 34 |
| Red Boys Differdange   | HC Borac Travnik        | Differdange, 11 ottobre 1996   | Differdange, 13 ottobre 1996   | 59 - 46 |
| Red Boys Differdange   | HC Borac Travnik        | 29 - 26                        | 30 - 20                        | 59 - 46 |
| "Anilana" Lodz         | Dynamo Astrachan'       | Astrachan', 19 ottobre 1996    | Astrachan', 20 ottobre 1996    | 38 - 50 |
| "Anilana" Lodz         | Dynamo Astrachan'       | 22 - 25                        | 16 - 25                        | 38 - 50 |
| CS Dinamo București    | SKA Lwow                | Brașov, 17 ottobre 1996        | Brașov, 19 ottobre 1996        | 65 - 42 |
| CS Dinamo București    | SKA Lwow                | 31 - 23                        | 34 - 19                        | 65 - 42 |
| TSV St. Omar San Gallo | AC Doukas Atene         | San Gallo, 13 ottobre 1996     | Atene, 19 ottobre 1996         | 45 - 44 |
| TSV St. Omar San Gallo | AC Doukas Atene         | 24 - 19                        | 21 - 25                        | 45 - 44 |
| FH Hafnafjordur        | Martve Tbilisi          | Hafnarfjörður, 19 ottobre 1996 | Hafnarfjörður, 20 ottobre 1996 | 71 - 36 |
| FH Hafnafjordur        | Martve Tbilisi          | 36 - 16                        | 35 - 20                        | 71 - 36 |
| ASKI Ankara            | Sporting Neerpelt       | Ankara, 12 ottobre 1996        | Neerpelt, 19 ottobre 1996      | 52 - 47 |
| ASKI Ankara            | Sporting Neerpelt       | 30 - 19                        | 22 - 28                        | 52 - 47 |
| University Gomel       | HSC Plzeň               | Plzeň, 11 ottobre 1996         | Plzeň, 13 ottobre 1996         | 31 - 56 |
| University Gomel       | HSC Plzeň               | 15 - 28                        | 16 - 28                        | 31 - 56 |
| Teramo Handball        | HV Sittardia            | Teramo, 13 ottobre 1996        | Sittard, 19 ottobre 1996       | 39 - 43 |
| Teramo Handball        | HV Sittardia            | 20 - 19                        | 19 - 24                        | 39 - 43 |

## Ottavi di finale
| Squadra 1               | Squadra 2              | Andata                       | Ritorno                         | Totale  |
| ----------------------- | ---------------------- | ---------------------------- | ------------------------------- | ------- |
| IFK Skövde              | ASKI Ankara            | Skövde, 10 novembre 1996     | Ankara, 17 novembre 1996        | 44 - 37 |
| IFK Skövde              | ASKI Ankara            | 25 - 15                      | 19 - 22                         | 44 - 37 |
| Drammen HK              | HSC Plzeň              | Drammen, 9 novembre 1996     | Plzeň, 16 novembre 1996         | 51 - 42 |
| Drammen HK              | HSC Plzeň              | 27 - 20                      | 22 - 24                         | 51 - 42 |
| SL Benfica              | HV Sittardia           | Lisbona, 9 novembre 1996     | Sittard, 17 novembre 1996       | 36 - 43 |
| SL Benfica              | HV Sittardia           | 21 - 14                      | 15 - 29                         | 36 - 43 |
| CB Ademar León          | Dynamo Astrachan'      | León, 9 novembre 1996        | León, 10 novembre 1996          | 56 - 42 |
| CB Ademar León          | Dynamo Astrachan'      | 27 - 21                      | 29 - 21                         | 56 - 42 |
| US Créteil Handball     | FH Hafnafjordur        | Créteil, 9 novembre 1996     | Hafnarfjörður, 16 novembre 1996 | 48 - 45 |
| US Créteil Handball     | FH Hafnafjordur        | 24 - 18                      | 24 - 27                         | 48 - 45 |
| Sandefjord TIF          | CS Dinamo București    | Sandefjord, 10 novembre 1996 | Bucarest, 17 novembre 1996      | 46 - 39 |
| Sandefjord TIF          | CS Dinamo București    | 29 - 15                      | 17 - 24                         | 46 - 39 |
| TUS Nettlestedt Lubecca | TSV St. Omar San Gallo | Nettelstedt, 9 novembre 1996 | San Gallo, 16 novembre 1996     | 58 - 54 |
| TUS Nettlestedt Lubecca | TSV St. Omar San Gallo | 26 - 24                      | 32 - 30                         | 58 - 54 |
| KIF Kolding             | Red Boys Differdange   | Kolding, 8 novembre 1996     | Kolding, 9 novembre 1996        | 56 - 37 |
| KIF Kolding             | Red Boys Differdange   | 30 - 20                      | 26 - 17                         | 56 - 37 |

## Quarti di finale
| Squadra 1           | Squadra 2               | Andata                   | Ritorno                       | Totale  |
| ------------------- | ----------------------- | ------------------------ | ----------------------------- | ------- |
| US Créteil Handball | Drammen HK              | Créteil, 8 febbraio 1997 | Drammen, 16 febbraio 1997     | 43 - 50 |
| US Créteil Handball | Drammen HK              | 24 - 24                  | 19 - 26                       | 43 - 50 |
| HV Sittardia        | Sandefjord TIF          | Sittard, 9 febbraio 1997 | Sandefjord, 15 febbraio 1997  | 36 - 36 |
| HV Sittardia        | Sandefjord TIF          | 22 - 20                  | 14 - 16                       | 36 - 36 |
| KIF Kolding         | IFK Skövde              | Kolding, 8 febbraio 1997 | Skövde, 15 febbraio 1997      | 41 - 40 |
| KIF Kolding         | IFK Skövde              | 20 - 18                  | 21 - 22                       | 41 - 40 |
| CB Ademar León      | TUS Nettlestedt Lubecca | León, 8 febbraio 1997    | Nettelstedt, 15 febbraio 1997 | 48 - 49 |
| CB Ademar León      | TUS Nettlestedt Lubecca | 27 - 21                  | 21 - 28                       | 48 - 49 |

## Semifinali
| Squadra 1               | Squadra 2      | Andata                 | Ritorno                   | Totale  |
| ----------------------- | -------------- | ---------------------- | ------------------------- | ------- |
| TUS Nettlestedt Lubecca | Sandefjord TIF | Lubecca, 15 marzo 1997 | Sandefjord, 22 marzo 1997 | 61 - 50 |
| TUS Nettlestedt Lubecca | Sandefjord TIF | 26 - 24                | 35 - 26                   | 61 - 50 |
| KIF Kolding             | Drammen HK     | Kolding, 16 marzo 1997 | Drammen, 23 marzo 1997    | 54 - 51 |
| KIF Kolding             | Drammen HK     | 31 - 26                | 23 - 25                   | 54 - 51 |

## Finali
| Squadra 1               | Squadra 2   | Andata                  | Ritorno                 | Totale  |
| ----------------------- | ----------- | ----------------------- | ----------------------- | ------- |
| TUS Nettlestedt Lubecca | KIF Kolding | Lubecca, 12 aprile 1997 | Kolding, 20 aprile 1997 | 59 - 42 |
| TUS Nettlestedt Lubecca | KIF Kolding | 32 - 19                 | 27 - 23                 | 59 - 42 |

## Campioni
| Vincitore della City Cup 1996-1997 |
| ---------------------------------- |
| TUS Nettlestedt Lubecca 1º titolo  |